# Kōno Kenzō

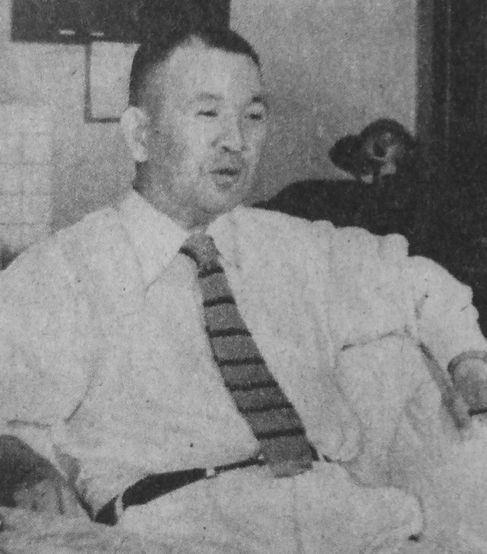
Kōno Kenzō (1952)

Kōno Kenzō (japanisch 河野 謙三; geboren 14. Mai 1901 im Dorf Toyokawa, Kreis Ashigara-Shimo (heute Stadt Odawara), Präfektur Kanagawa; gestorben 16. Oktober 1983 in der Präfektur Kanagawa) war ein japanischer Politiker.

## Leben und Wirken
Kōno Kenzō schloss 1923 sein Studium  an der Waseda-Universität im Fach Handelswissenschaft ab und begann für die Düngemittelindustrie zu arbeiten. Nach dem Zweiten Weltkrieg wurde er 1947 Präsident des „Verbandes der Düngemittelhersteller“ (肥料公団, Hiryō kōdan). Er kandidierte 1949 im 3. Wahlkreis von Kanagawa bei den Wahlen zum Unterhaus des Parlaments an Stelle seines älteren Bruders Ichirō (1898–1965), der im Rahmen des SCAP-Ämterverbots für Politiker der Kriegszeit für ein paar Jahre alle öffentlichen Ämtern aufgeben musste, und wurde gewählt.
So war Kōno von 1949 bis 1953 Mitglied des Unterhauses, wurde dann bei der Oberhauswahl 1953 für Kanagawa in das Oberhaus gewählt. Dort war er ein Mitglied der Ryokufūkai, bis er sich 1958 der Liberaldemokratischen Partei anschloss. Er wurde schnell zu einem einflussreichen Parlamentsmitglied. Von 1965 bis 1968 war er Vizepräsident des Oberhauses.
1971 wurde Kōno zum Präsidenten des Oberhauses gewählt. Von 1965 bis 1975 war er Vorsitzender der Nihon Taiiku Kyōkai (日本体育協会 englisch wechselnd, u. a. „Japan Association for Physical Education“), die eng mit der Welt des Amateursports verbunden ist und aus der Zwangsvereinigung aller Sportverbände im Zweiten Weltkrieg hervorging.
1983 zog sich Kōno aus der politischen Welt zurück. Er starb noch im Oktober desselben Jahrs.
Kōno wurde mit dem Orden der Aufgehenden Sonne, und zwar mit dem „Orden 1. Klasse, also dem großen Orden der Paulownienblüte am Band“, ausgezeichnet. Der Politiker Kōno Yōhei (* 1937) ist sein Neffe.